# Katarzyna Piecaba
Katarzyna Piecaba (ur. 12 stycznia 1993) – polska piłkarka ręczna, rozgrywająca, od 2016 zawodniczka Korony Handball.
Wychowanka KSS-u Kielce, z którym w marcu 2012 zdobyła mistrzostwo Polski juniorek – w meczu finałowym z GTPR-em Gdynia (38:35) rzuciła osiem bramek i została wybrana najlepszą zawodniczką spotkania. W latach 2013–2016 występowała w Piotrcovii Piotrków Trybunalski, w barwach której rozegrała w Superlidze 65 meczów i zdobyła 104 gole. W 2016 przeszła do Korony Handball. W sezonie 2016/2017, w którym rozegrała 17 meczów i rzuciła 26 bramek, wywalczyła z kieleckim zespołem awans do Superligi. Latem 2017 miała zostać wypożyczona do Ruchu Chorzów, w którym przeszła pomyślnie testy i wystąpiła w spotkaniu sparingowym. Ostatecznie nie doszła do porozumienia w kwestiach finansowych z chorzowskim klubem i pozostała w Koronie Handball.

## Statystyki
| Klub                                    | Sezon     | Liga      | Liga | Liga | Liga |
| Klub                                    | Sezon     | Liga      | M    | B    | Śr.  |
| --------------------------------------- | --------- | --------- | ---- | ---- | ---- |
| Piotrcovia Piotrków Tryb.               | 2013/2014 | Superliga | 22   | 44   | 2    |
| Piotrcovia Piotrków Tryb.               | 2014/2015 | Superliga | 20   | 42   | 2,1  |
| Piotrcovia Piotrków Tryb.               | 2015/2016 | Superliga | 23   | 18   | 0,8  |
| Piotrcovia Piotrków Tryb.               | Razem     | Razem     | 65   | 104  | 1,6  |
| Korona Handball                         | 2016/2017 | I liga    | 17   | 26   | 1,5  |
| Korona Handball                         | 2017/2018 | Superliga | 8    | 4    | 0,5  |
| Korona Handball                         | Razem     | Razem     | 25   | 30   | 1,2  |
| Stan na koniec I rundy sezonu 2017/2018 |           |           |      |      |      |